# Butterfly (Crazy Town sang)
 For alternative betydninger, se Butterfly. (Se også artikler, som begynder med Butterfly)
"Butterfly" er en sang af bandet Crazy Town. Den blev udgivet som single i november 2000 fra deres tredje album The Gift of Game.

## Hitlister
| Hitliste (2000–01)                               | Højeste placering |
| ------------------------------------------------ | ----------------- |
| Australien (ARIA)                                | 4                 |
| Østrig (Ö3 Austria Top 40)                       | 1                 |
| Belgien (Ultratop 50 Flanderen)                  | 5                 |
| Belgien (Ultratop 50 Vallonien)                  | 9                 |
| Brazilian Singles Chart (ABPD)                   | 1                 |
| Canada (Canadian Hot 100)                        | 3                 |
| Danmark (Track Top-40)                           | 1                 |
| Finland (Suomen virallinen lista)                | 2                 |
| Frankrig (SNEP)                                  | 26                |
| Tyskland (Official German Charts)                | 1                 |
| Ireland (IRMA)                                   | 10                |
| Italien (FIMI)                                   | 19                |
| Holland (Dutch Top 40)                           | 5                 |
| New Zealand (RIANZ)                              | 2                 |
| Norge (VG-lista)                                 | 1                 |
| Polen (Polish Airplay Charts)                    | 21                |
| Romanien (Romanian Top 100)                      | 1                 |
| Sverige (Sverigetopplistan)                      | 2                 |
| Schweiz (Schweizer Hitparade)                    | 1                 |
| Storbritannien Singles (Official Charts Company) | 3                 |
| USA Billboard Hot 100                            | 1                 |
| US Hot Dance Singles Sales (Billboard)           | 1                 |
| US Mainstream Rock Tracks (Billboard)            | 21                |
| US Modern Rock Tracks (Billboard)                | 1                 |
| USA Mainstream Top 40 (Billboard)                | 2                 |